# Gujars
Els gujars (gujjars o gurjjars o gurjars, singular gujar o gujjar o gurjar o gurjjar, hindi: गुज्जर o गुर्जर urdú: گجر o گُرجر) són una nació de l'Índia originats en una antiga tribu. Són, segons els llocs, hinduistes (dins el varna Kshatriya), sikhs i musulmans i parlen un dialecte propi. El nom de Gujarat derivaria dels gujars. Modernament formen una casta de l'Índia, parlen un dialecte anomenat gujari o gojari. Els seus herois nacionals són Djaypala, el sobirà Hindushàhida de Lahore derrocat per Mahmud de Gazni al començament del segle xi, Mihir Bhodja Pratihara (836-890), el seu avi Naga Bhatt II (vers 792-825), Raja Dahir d'Alor, Rana Sanga i Rana Pratap de Mewar.

## Història
Els gujars van aparèixer al nord de l'Índia al temps de les invasions dels huns (huna) i eren probablement una branca dels huns heftalites. Alguns erudits, com V. A. Smith, creguts que els Gujjars eren immigrants estrangers, possiblement una branca d'Hephthalites ("Huns blancs"). D. B. Bhandarkar (1875-1950) creia que els Gujars van venir a l'Índia amb els Huns, i el nom de la tribu era "sanskrititzat" com a "Gurjara", una tribu anomenada en sànscrit els gurjara. Haurien donat nom al Gurjistan o Gurdjistan. Una altra teoria és que foren els yuezhi o tocaris. Altres teories suggereixen descendència dels khàzars nòmades, encara que la història dels khazars mostren una política, cultura i ètica totalment diferents. Aquest argument està basat principalment sobre la suposició que la paraula "Gujjar" derives de la paraula "Khazar"; als llenguatges indoaris els faltaven els sons "kh" i "z", convertint-los respectivament en "g" i "j". A Gazetteer de la presidència de Bombai, el funcionari britànic James M. Campbell identificava Gujars amb Khazars. Alguns gujars diuen que estan emparentats als txetxens i georgians (Geòrgia fou anomenada Gujaristan o Gorjestan, però realment deriva de l'àrab gurj i no de gujar). Fins i tot alguns reclamen que els alemanys siguin gujjars.

Regne dels Gurjara-Pratihara

Van formar un regne amb capital a Bhinmal (o Srimal). Un regne anomenat Bharuch se'n va derivar. El 640-641 el viatger xinès Xuanzang (Hieun Tsang) descriu els regnes de Su-la-cha (identificat com Saurashtra o Gujarat i Kiu-che-lo (identificat com Gurjara) la capital del qual era Bhinmal o Bhinamala (Pilo-mo-lo, àrab Bilaman). El regne del Gurjara abraçava la regió entre Anhilwara i l'Indus, és a dir el Sind, però els seus límits no es poden precisar. El regne dels Gurjara va durar del segle VI al XI i va tenir quatre clans dirigents: els Paramara, els Pratihara, els Chahamana o Chauhan i els Solanki. Si aquestos clans de casta rajput eren d'origen gujar és discutit; el clan Agnikuka dels rajput podria tenir també el mateix origen. K. Jamanadas diu que el clan Pratihara dels rajputs descendeix dels gujars i que hi ha fortes indicacions que no és l'únic. D. B. Bhandarkar també considera als pratihares un clan derivat dels gujars; al llibre The Glory that was Gujardesh (1943), el gujar K. M. Munshi considerat que els Pratihara, els Paramara i els Solanki, foren clans originats en els gujars. Altres historiadors consideren que encara que els pratihara foren de casta gujar els Pratihara de Kannauj no eren gujars i, per tant, no hi va haver un imperi gujar a l'Índia del nord. És possible que els rajputs nadius adoptessin nom gujars quan van rebre feus dels sobirans gujars. Al segle xii una part dels gujars es van convertir a l'islam. El rei principal fou Mihir Bhodja el Gran (836-890) dels Pratihara, quan l'Imperi tenia capital a Kanauj. Sota els chauhans, el rei més conegut fou Prithviraja de Delhi derrotat el 1192 a Taraori o Tarain (prop de Karnal) per Muizz al-Din Muhammad, virrei del Panjab i després (1203) sultà gúrida.
També d'origen gujar foren els sultans de Gujarat Mahmud Begara (1458-1511) i Bahadur Shah (1526-1536) de la branca tank paramara. Repartits per tota l'Índia van fundar ciutats que porten el nom com Gujarawala, Gujarakhan, Gujrat, Godjara i Gudjargarh. El districte de Saharanpur tenia una alta població de gujars i era conegut fins al 1857 com Gujarata o Gujaradesa.
Els gujars es van enfrontar a Baber i després a Sher Shah Sur. Sota Akbar el Gran van esdevenir sedentaris.
Al segle xviii hi havia nombrosos caps locals gujars al poder. Sota Najib al-Dawla el nawab rohilla, el cap gujar Dargahi Singh, dominava 133 pobles. Una fortalesa a Parlchhatgarh al districte de Meerut, coneguda com a Qila Parikishatgarh, pertanyia al gujar Raja Nain Singh que l'havia restaurat al segle xviii. La fortalesa fou desmantellada el 1857.
Els gujars foren enemics jurats dels britànics a la rebel·lió de 1857, però es van dedicar més que res al saqueig. Una banda de rebels gujars va saquejar Bulandshahr després de l'aixecament del regiment d'infanteria nativa el 21 de maig de 1857. Els britànics van reconquerir la ciutat poc després amb cooperació dels dehra gurkhes però els gujars es van revoltar altre cop quan els gurkhes es van retirar i sota direcció de Walidad Khan de Malagarh, els britànics foren expulsats del districte. Walidad Khan va controlar Bulandshahr del juliol al setembre, fins que en fou expulsat pel coronel Greathed. El 4 d'octubre el coronel Farquhar dominava tot el districte i es van adoptar mesures repressives contra els gujars. També al districte de Ludhiana van estar revoltats; els britànics de Gangoh al districte de Saharanpur foren atacats pels gujars rebels dirigits per l'autoanomenat Raja Fathua, però foren derrotats pels britànics dirigits per H. D. Robertson i el tinent Boisragon, el juny de 1857.; Els gujars de Chundrowli es van revoltar dirigits per Damar Ram. Els gujars de Shunkuri, un tres mil homes, es van unir als sipais. Segons els britànics els gujars saquejaven el que podien especialment armament i municions tant de britànics com de natius aliats. A Delhi la casa de Sir Thomas Theophilus Metcalfe, baró de Metcalfe fou saquejada per gujars als que el baró havia pres unes terres. Vint gujars foren decapitats per Rao Tula Ram per participar en els saquejos, el juliol de 1857. El setembre els britànics van aconseguir finalment el suport de molts gujars a Meerut. Al final van perdre als seus líders i els nombrosos jagirs que havien adquirit caps gujars durant el període mogol. Junt amb altres 150 tribus o ètnie els gujars foren classificats com "tribu criminal" pels britànics després de la revolta, per la Criminal Tribes Act de 1871 (derogada el 1952 per l'Habitual Offenders Act. Els gujars de Delhi tenien llavors reputació de lladres.
A la II Guerra Mundial molts gujars van servir a l'Exèrcit de l'Índia Britànica i Kamal Ram va rebre la creu Victòria.
Van obtenir la consideració de "Scheduled Tribe" a Himachal Pradesh i Jammu i Caixmir (1991). El 2002, els gujars i bakerwals de Caixmir (dues tribus reconegudes) van demanar un estat de Gujaristan pels gujars i bakerwal, dirigits pel India Gujjar Parishad
Només tenen la consideració de "Other Backward Class" al Rajasthan Haryana i Madhya Pradesh i l'estiu dels 2006 els gujars de Rajasthan es van revoltar exigint la consideració de "scheduled tribe" que donava dret a un percentatge predeterminat de llocs a l'administració;. El maig del 2007 es van reproduir els incidents. Posteriorment els gujars dirigits pel partit Gujjar Sangarsh Samiti van seguir les protestes, el Gujjar Mahasabha i el Comitè d'Acció Gujar. Els accessos entorn de Jaipur foren tallats durant setmanes. Una nova revolta va esclatar el 5 de juny de 2007. El desembre de 2007 el Akhil Bhartiya Gujjar Mahasabha ("Consell Gurjar de Tota l'Índia") va anunciar el boicot al BJP, el partit de govern al Rajasthan. El Gujjar Arakshan Sangarsh Samiti (Gujjar Agitation Action Committee) va iniciar una campanya pel reconeixement dels gujjar com a tribu per la reserva en un porcentatge dels llocs de treball públics; després de la promesa d'accedir a la petició les protestes es van aturar (van causar 26 morts), però davant l'incompliment, el maig de 2008 es van produir enfrontaments amb la policia de l'estat del Rajasthan, sobretot a la carretera entre Jaipur i Agra, que van causar finalment 39 morts. El cap dels gujjars, Kirori Singh Bainsla, antic mestre, suboficial de l'exèrcit indi i ascendit a coronel per mèrits de guerra, va anunciar el 28 de maig del 2008 la creació d'un partit polític nou pels gujjars, i que els electes gujjars deixarien de donar suport al Bharatiya Janata Party o al Partit del Congrés, que no els defensaven.

## Demografia i llengua

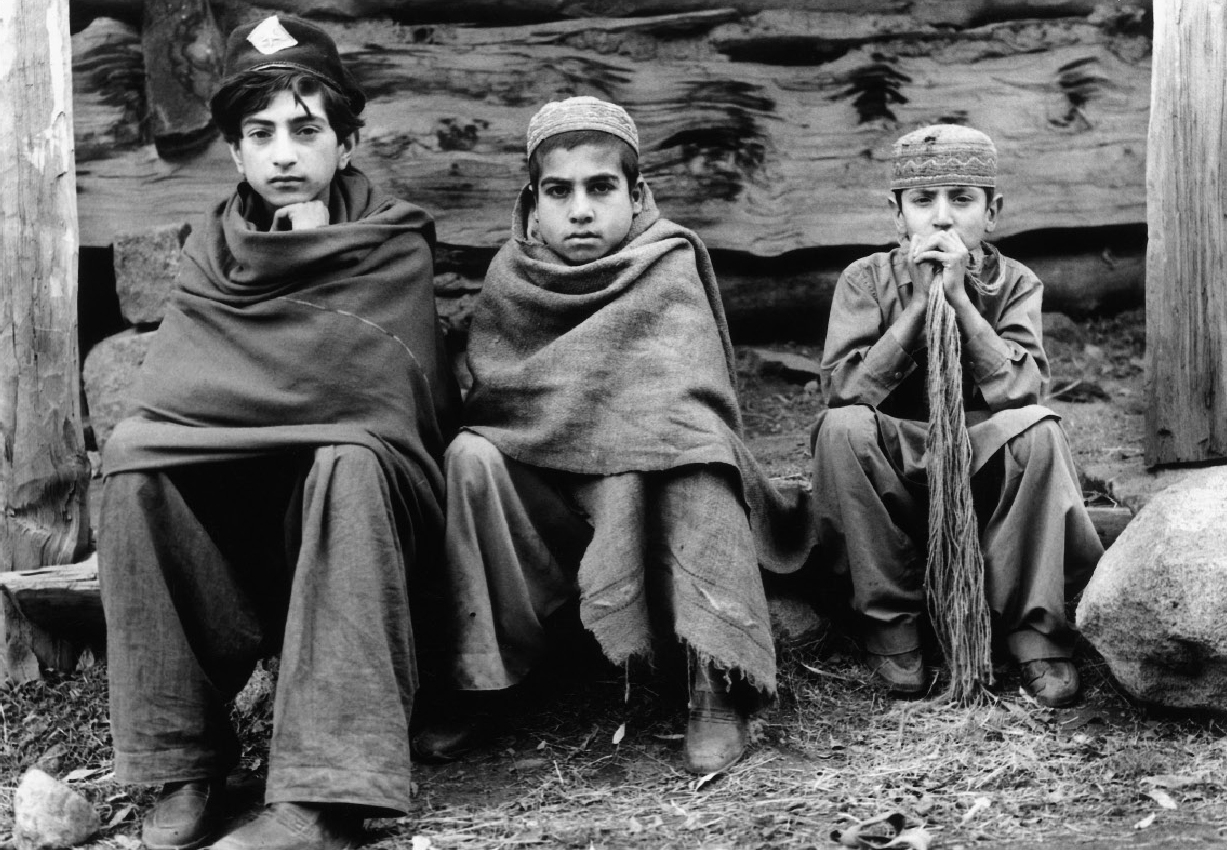
Gujars, Afganistan (1984)

Els gujars estan molt repartits. Es concentren principalment a les planes Indo-Ganges, la regió de l'Himàlaia, i parts orientals de l'Afganistan, encara que la diàspora Gujjar es troba també en altres llocs. Una majoria de Gujjars segueix l'Hinduisme i l'islam, encara que les comunitats Gujjar petites tenen altres religions existents.
El seu dialecte gujari (o gojri p gojari) està classificat com a rajasthani. Tradicionalment ha estat el llenguatge primari dels gujjars. Però, vivint dins àrees diferents parlen altres llenguatges incloent-hi urdú, hindi, panjabi, llenguatges pahari (com dogri i kangri), Llenguatge paixtu, llenguatges dàrdic (com caixmiri i khowar), i balti.
A l'Índia viuen a Delhi, Jammu i Caixmir, Himachal Pradesh, Panjab, Uttar Pradesh occidental, Haryana, Madhya Pradesh septentrional, Uttarakhand, Rajasthan, Gujarat i Maharashtra. Alguns seminòmades viuen a Jammu i Caixmir, Himachal Pradesh, i Uttar Pradesh.
Rajesh Pilot fou el polític d'àmbit estatal indi més destacat d'origen gujar, membre del Partit del Congrés.
Al Pakistan els gujars són musulmans i molts són emigrants establerts a Islamabad, Sialkot, Lahore i Karachi i a àrees rurals i urbanes del Sind i Balutxistan. Hi ha grups gujars a la part pakistanesa de Caixmir i la divisió Hazara de la Província de la Frontera del Nord-oest.